# Неллер, Роберт
Роберт Блэйк Неллер (англ. Robert Blake Neller; р. 9 февраля 1953, Кэм-Полк, штат Луизиана, США) —  ВС США, генерал КМП США в отставке. С 24 сентября 2015 года по 11 июля 2019 года 37-й комендант корпуса морской пехоты США.
Роберт Неллер родился в Кэм-Полке, штат Луизиана. Вырос в Ист-Лансинге, штат Мичиган.
Учился в Виргинском университете, затем окончил Школу кандидатов в офицеры в мае 1975 года.

## Служба
Участвовал в операциях «Правое дело» на территории Панамы в 1989 году и «Возрождение надежды» в Сомали в 1992—1993 гг. Также он служил кадровым офицером в отделе политики Верховного главнокомандования ОВС НАТО в Европе в Касто, Бельгия. Был заместителем командира сперва 2-й, потом 1-й дивизии морской пехоты. Потом возглавил 3-ю дивизию. Возглавлял Университет морской пехоты. С января 2011 года по июль 2012 года был директором по операциям Объединённого комитета начальников штабов.

## Награды
|                            |  |                                       |                                  |
|                            |  | Золотая звезда повторного награждения |                                  |
|                            |  | Золотая звезда повторного награждения | Серебряный пучок дубовых листьев |
| Бронзовая звезда за службу |  | Бронзовая звезда за службу            |                                  |
|                            |  |                                       | Серебряная звезда за службу      |
|                            |  |                                       |                                  |
|                            |  |                                       |                                  |

| 1-й ряд         |                                                                         |                                                                         |                                                                         | Медаль Министерства обороны «За выдающуюся службу»                   | Медаль Министерства обороны «За выдающуюся службу»                   | Медаль Министерства обороны «За выдающуюся службу»                   | Орден «Легион почёта»                                       | Орден «Легион почёта»                                       | Орден «Легион почёта»                                       |                                                                                     |                                                                                     |                                                                                     |
| 2-й ряд         | Бронзовая звезда                                                        | Бронзовая звезда                                                        | Бронзовая звезда                                                        | Медаль «За похвальную службу»                                        | Медаль «За похвальную службу»                                        | Медаль «За похвальную службу»                                        | Медаль похвальной службы с 1 золотой наградной звездой      | Медаль похвальной службы с 1 золотой наградной звездой      | Медаль похвальной службы с 1 золотой наградной звездой      | Joint Service Commendation Medal                                                    | Joint Service Commendation Medal                                                    | Joint Service Commendation Medal                                                    |
| 3-й ряд         | Navy and Marine Corps Commendation Medal                                | Navy and Marine Corps Commendation Medal                                | Navy and Marine Corps Commendation Medal                                | Navy and Marine Corps Achievement Medal                              | Navy and Marine Corps Achievement Medal                              | Navy and Marine Corps Achievement Medal                              | Боевая ленточка с 1 наградной звездой                       | Боевая ленточка с 1 наградной звездой                       | Боевая ленточка с 1 наградной звездой                       | Единая награда воинской части с 1 серебряным дубовым листом                         | Единая награда воинской части с 1 серебряным дубовым листом                         | Единая награда воинской части с 1 серебряным дубовым листом                         |
| 4-й ряд         | Благодарность части Военно-морского флота с 1 бронзой звездой за службу | Благодарность части Военно-морского флота с 1 бронзой звездой за службу | Благодарность части Военно-морского флота с 1 бронзой звездой за службу | Экспедиционная медаль Корпуса морской пехоты США                     | Экспедиционная медаль Корпуса морской пехоты США                     | Экспедиционная медаль Корпуса морской пехоты США                     | Медаль за службу национальной обороне с 1 звездой за службу | Медаль за службу национальной обороне с 1 звездой за службу | Медаль за службу национальной обороне с 1 звездой за службу | Armed Forces Expeditionary Medal                                                    | Armed Forces Expeditionary Medal                                                    | Armed Forces Expeditionary Medal                                                    |
| 5-й ряд         | Медаль за Иракскую кампанию с 2 звёздами за службу                      | Медаль за Иракскую кампанию с 2 звёздами за службу                      | Медаль за Иракскую кампанию с 2 звёздами за службу                      | Global War on Terrorism Service Medal                                | Global War on Terrorism Service Medal                                | Global War on Terrorism Service Medal                                | Armed Forces Service Medal                                  | Armed Forces Service Medal                                  | Armed Forces Service Medal                                  | Navy Sea Service Deployment Ribbon с 1 серебряной и 2 бронзовыми звёздами за службу | Navy Sea Service Deployment Ribbon с 1 серебряной и 2 бронзовыми звёздами за службу | Navy Sea Service Deployment Ribbon с 1 серебряной и 2 бронзовыми звёздами за службу |
| 6-й ряд         | Navy Arctic Service Ribbon                                              | Navy Arctic Service Ribbon                                              | Navy Arctic Service Ribbon                                              | Navy and Marine Corps Overseas Service Ribbon с 2 звёздами за службу | Navy and Marine Corps Overseas Service Ribbon с 2 звёздами за службу | Navy and Marine Corps Overseas Service Ribbon с 2 звёздами за службу | Marine Corps Drill Instructor Ribbon                        | Marine Corps Drill Instructor Ribbon                        | Marine Corps Drill Instructor Ribbon                        | Медаль НАТО за бывшую Югославию                                                     | Медаль НАТО за бывшую Югославию                                                     | Медаль НАТО за бывшую Югославию                                                     |
| Нагрудные знаки | EXPERT RIFLE badge (8-Я НАГРАДА)                                        | EXPERT RIFLE badge (8-Я НАГРАДА)                                        | EXPERT RIFLE badge (8-Я НАГРАДА)                                        | EXPERT RIFLE badge (8-Я НАГРАДА)                                     | EXPERT RIFLE badge (8-Я НАГРАДА)                                     | EXPERT RIFLE badge (8-Я НАГРАДА)                                     | EXPERT PISTOL badge (16-Я НАГРАДА)                          | EXPERT PISTOL badge (16-Я НАГРАДА)                          | EXPERT PISTOL badge (16-Я НАГРАДА)                          | EXPERT PISTOL badge (16-Я НАГРАДА)                                                  | EXPERT PISTOL badge (16-Я НАГРАДА)                                                  | EXPERT PISTOL badge (16-Я НАГРАДА)                                                  |